# Бибазис орлиная
Бибазис орлиная, или толстоголовка орлиная (лат. Bibasis aquilina) — бабочка из семейства толстоголовки. Единственный представитель тропического южноазиатского рода в фауне России.

## Описание
Длина переднего крыла 20—23 мм. Размах крыльев 38—42 мм. Крылья на верхней стороне — коричневые с желтоватым, в основании крыльев и по костальному краю переднего крыла с рыжевато-охристым, опылением.
На передних крыльях у конца дискоидальной ячейки размытое тёмное пятно, а между жилками в дискальной области имеются слабые просветления, расположенные в один ряд. Нижняя сторона крыльев коричневатой окраски, но просветления в дискальной области более яркие, с чёткой границей. Задний край переднего крыла осветлен. Задние крылья на нижней стороне однотонные. Самка отличается от самца наличием яркого жёлтого пятна у конца дискоидальной ячейки и рядом пятен в дискальной области сверху и снизу переднего крыла.
Голова и грудь у самца сверху покрыты рыжевато-охристых волосками. Усики c веретеновидной булавой, которая крючкообразно изогнута.

## Ареал
В России встречается только на юге Приморского края. Описана по находкам из Владивостока и острова Аскольд. Также ареал включает Китай, Корейский полуостров, Япония.

## Местообитания
Бабочки встречаются локально в пихтово-широколиственных и долинных широколиственных лесах. Летают под пологом леса, на опушках, просеках, лесных вырубках, по обочинам лесных дорог. Преимущественно активны в утренние и вечерние часы. Часто садятся на влажную почву и т. п., где извлекает влагу. В период цветения рябинника рябинолистного (Sorbaria sorbifolia) охотно посещают его цветы.

## Время лёта
Бабочки встречаются с конца июня по середину августа. Развивается одно поколение.

## Размножение
Гусеницы развиваются на калопанаксе семилопастном (Kalopanax septemlobus) — семейства аралиевых.

## Численность
Специальные учёты не проводились. По косвенным данным численность следует признать низкой. Имеет тенденции к снижению.

## Замечания по охране
Занесен в Красную Книгу России (2 категория — сокращающийся в численности вид).
Охраняется в заповедниках Кедровая падь и Уссурийский. Кормовое растение — калопанакс семилопастный, занесен в Красную книгу.